# Дюрвен, Дидерик
Дидерик Дюрвен (нидерл. Diederik Durven; 13 сентября 1676, Делфт, Республика Соединённых провинций — 26 февраля 1740, Республика Соединённых провинций) — нидерландский государственный деятель, колониальный администратор, генерал-губернатор Голландской Ост-Индии (1 июля 1729 — 28 мая 1732), юрист, судья.

## Биография
Изучал право в университете Лейдена, после чего работал юристом в Делфте. В 1705 году был назначен членом Совета юстиции Батавии. В 1706 году прибыл в Батавию (теперь Джакарта) и работал юристом Голландской Ост-Индской компании в течение 14 лет. В 1720 году был избран в Совет Индий.
После назначения в 1720 году в Совет Индии, был послан в 1722—1723 годах для надзора за золотыми и серебряными рудниками в провинции Паранг. Позже стал председателем Совета юстиции — верховного суда Голландской Азии.
После смерти предыдущего генерал-губернатора Матхёса де Хана, Дюрвен был назначен новым губернатором Голландской Ост-Индии. Однако недолго работал в этой должности, так как был обвинён в финансовых махинациях и организационных ошибках, а также в оскорблении и жестоком обращении с китайцами. 9 октября 1732 г. был уволен, хотя фактически продолжал исполнять обязанности губернатора ещё почти полгода.
Д. Дювен вернулся в Нидерланды, где безуспешно пытался отсудить компенсацию за незаконное по его мнению увольнение. Умер 26 февраля 1740 года.